# Victoires de la musique classique

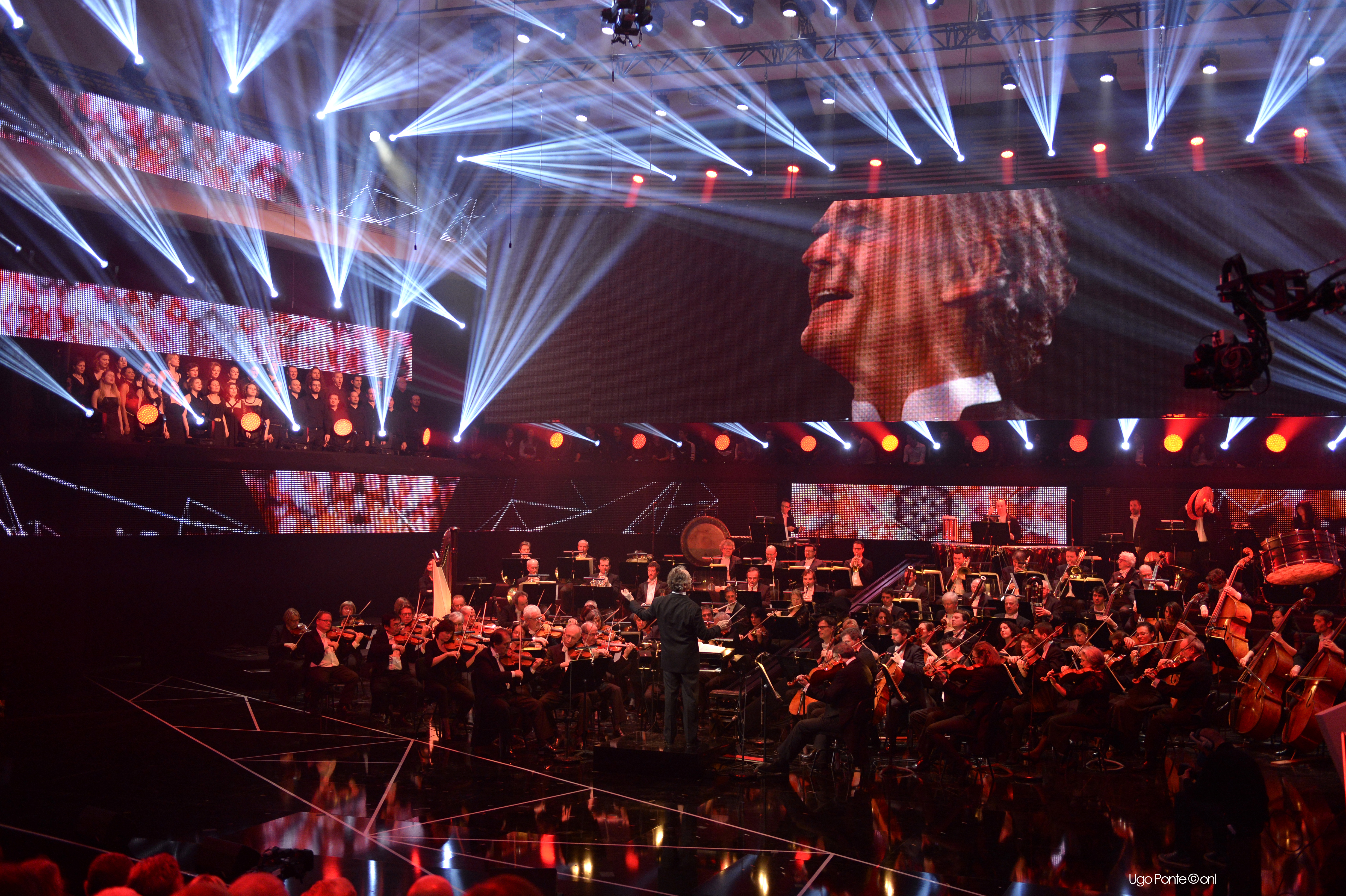
22ª edición de Victoires de la musique classique en el auditorio Nouveau Siècle de Lille

Las Victoires de la musique classique (en español, Victorias de la música clásica) son un evento anual de premios de música clásica francesa fundado en 1986. Los premios son el equivalente clásico de los premios de música popular Victoires de la Musique y Victoires du Jazz.  La mayoría de los premios son para intérpretes, orquestas, compositores, etc., a diferencia del Diapason d'Or otorgado a las grabaciones, aunque existe un Enregistrement français de musique classique de l'année (grabación francesa de música clásica del año).

## Categorías
Para obtener una lista completa de los ganadores, consulte fr:Victoires de la musique classique . No todos los premios se otorgan cada año:
1. Cantante del año
2. Cantante de ópera revelación
3. solista instrumental del año
4. Solista Instrumental Revelación del Año
5. Revelación internacional del año
6. Director del año
7. Conjunto de Música de Cámara del año
8. Conjunto instrumental del año
9. Conjunto vocal del año
10. Compositor del año
11. Creación del año
12. Concierto de música clásica u ópera del año.
13. Letra de representación del año.
14. Contribución a la música francesa internacional del año.
15. Año coreográfico de producción en Francia.
16. Grabación de música clásica francesa del año.
17. Grabación de Ópera del año.
18. Grabación de música clásica extranjera del año.
19. Grabación de música o año viejo barroco.
20. DVD del año
21. Honor

### Registro francés de música clásica del año
- 1986 : Préludes (Debussy) of Claude Debussy played by Alain Planès
- 1987 : Intégrale des œuvres pour piano d'Erik Satie played by Aldo Ciccolini and Gabriel Tacchino
- 1988 : Prélude à l'après-midi d'un faune of Claude Debussy, L'Apprenti sorcier de Paul Dukas, Pavane pour une défunte of Maurice Ravel and Gymnopédies 1,3 of Erik Satie by the Orchestre national de France dir. Georges Prêtre
- 1990 : Carmen of Georges Bizet by  Jessye Norman Chœur de Radio France, Maîtrise de Radio France, Orchestre national de France dir. Seiji Ozawa,
- 1991 : L'Intégrale de l'œuvre pour orchestre de Maurice Ravel Cleveland Orchestra and the New York Philharmonic dir. Pierre Boulez
- 1992 : Les Quatuors dédiés à Haydn, tome 1 Mozart by the Quatuor Mosaïques
- 1993 : Montezuma of Vivaldi by la Grande Écurie et la Chambre du Roy dir. Jean-Claude Malgoire
- 1994 : Dialogue des Carmélites (Poulenc) Catherine Dubosc, Rita Gorr, José van Dam, Orchestre de l'Opéra national de Lyon, dir. Kent Nagano
- 1995 : Éclair sur l'au-delà (Messiaen) by the Orchestra of the Opéra Bastille under Myung-Whun Chung
- 1999 : Lakmé (Delibes) interpreted par Natalie Dessay, Gregory Kunde, José Van Dam, Orchestre national du Capitole de Toulouse dir. Michel Plasson
- 2002 : Italian Arias (Gluck) by Cecilia Bartoli, Akademie für Alte Musik Berlin
- 2003 : Pelléas et Mélisande (Debussy) by Anne-Sofie von Otter, Wolfgang Holzmair, Laurent Naouri, Orchestre national de France dir. Bernard Haitink
- 2004 : Carmen (Bizet) by Angela Gheorghiu, Roberto Alagna, choir Les Éléments, Orchestre national du Capitole de Toulouse dir. Michel Plasson
- 2006 : Génération, Phonal, Feuermann, Ritratto concertante (Jean-Louis Agobet) by Michel Portal, Paul Meyer, Alain Billard, Xavier Phillips, Alexandre Paley, Orchestre philharmonique de Strasbourg, dir. François-Xavier Roth
- 2008 : Carestini, histoire d'un castrat, recital Philippe Jaroussky, Le Concert d'Astrée, dir. Emmanuelle Haïm
- 2009 : Lamenti, recital Natalie Dessay, Rolando Villazón, Joyce DiDonato, Patrizia Ciofi, Philippe Jaroussky, Laurent Naouri, Marie-Nicole Lemieux, Véronique Gens, Christopher Purves, Topi Lehtipuu, Simon Wall and Le Concert d'Astrée, dir. Emmanuelle Haïm
- 2011 : Les concertos pour piano de Ravel, Pierre-Laurent Aimard, Cleveland Orchestra, dir. Pierre Boulez
- 2012 : Les Années de pèlerinage Franz Liszt played by Bertrand Chamayou
- 2013 : Le boeuf sur le Toit by Alexandre Tharaud
- 2014 : Correspondances Henri Dutilleux with Barbara Hannigan and Orchestre philharmonique de Radio France, conducted Esa-Pekka Salonen (Deutsche Grammophon)
- 2015 : Köthener Trauermusik BWV 244a Johann Sebastian Bach, Ensemble Pygmalion, dir. Raphaël Pichon (Harmonia Mundi).